# Бегимкулов, Чули
Чули Бегимкулов (1902—1963) — председатель колхоза имени Сталина Каршинского района Кашкадарьинской области Узбекской ССР, Герой Социалистического Труда.

## Биография
Родился в 1902 году в селе Дашт Бухарского эмирата (сейчас территория Таджикистана). Сын чабана, работавшего по найму. Во время Гражданской войны — руководитель отряда самообороны, защищавшего село от басмачей. Зачинатель колхозного движения (1930). В 1931 году вступил в ВКП(б) и в том же году избран председателем колхоза «Кызыл Юлдуз» («Красная Звезда») Каршинского района Узбекской ССР.
C 1939 г. председатель Каршинского райисполкома. В январе 1943 года возглавил организационный комитет по созданию Кашка-Дарьинской области. В 1943—1945 годах — председатель Кашка-Дарьинского облисполкома.
С 1945 года вновь председатель колхоза «Кызыл Юлдуз», который после укрупнения (1950) стал называться имени Сталина. С 1961 г. колхоз «Ленинизм».
Указом Президиума Верховного Совета СССР от 6 августа 1958 года за выдающиеся успехи, достигнутые в деле развития овцеводства, увеличения производства и сдачи государству мяса, шерсти и шкурок каракуля, а также широкое применение в практике своей работы достижений науки и передового опыта присвоено звание Героя Социалистического Труда.
Награждён тремя орденами Ленина (23.01.1946, 16.01.1950, 06.08.1958), двумя орденами Трудового Красного Знамени (25.12.1945, 11.01.1957), орденом Красной Звезды (06.12.1947), медалями.
Умер в 1963 году. Его именем назван хлопководческий совхоз № 9 имени Чули Бегимкулова, созданный в 1973 году на освоенных землях.